# Candlestick Park
Pour le groupe anglais un temps connu sous le nom de Candlestick Park, voir The Waltones.
Le Candlestick Park (auparavant 3Com Park, San Francisco Stadium at Candlestick Point et Monster Park puis parfois surnommé The Stick) était un stade de football américain situé sur Candlestick Point à San Francisco, en Californie.
De 1971 à 2013, ce fut le domicile d'une franchise de football américain, les 49ers de San Francisco, qui évoluent dans la division ouest de la National Football Conference en National Football League. Entre 1960 et 1999, le stade était le terrain de jeu d'une franchise de baseball, les Giants de San Francisco de la Ligue majeure de baseball, aujourd'hui locataires du AT&T Park. En 1961, il abrita les Raiders d'Oakland de la National Football League pendant une saison. Le Candlestick Park offre une capacité de 70 207 places en configuration football américain et dispose de 93 suites de luxe, ainsi que de 8 000 places de stationnement.
Sa démolition a débuté le 4 février 2015.

## Histoire
Il fut à l'origine construit pour les Giants de San Francisco de la Ligue majeure de baseball, le Candlestick Park a été le temple des 49ers de San Francisco depuis 1971 à la fin de la saison 2013. L'idée d'édifier un stade de grande envergure dans la région de San Francisco se développa en 1954 lorsque George Christopher, alors maire, promis de construire un complexe sportif si une équipe importante se déplacerait dans la ville. Au mois de novembre de cette année, un vote approuva 5 millions $ de dollars en obligations pour l'acquisition de terrains, la construction et l'achèvement d'un stade. En 1957, les Brooklyn Dodgers et les New York Giants de la Ligue majeure de baseball ont décidé de se déplacer vers la côte ouest. Les Giants ont atterri à San Francisco, et les Dodgers à Los Angeles. Deux sites furent sélectionnés pour élever un nouveau terrain dans la baie de San Francisco, un dans le centre-ville et l'autre à Candlestick Point. Après des négociations, l'emplacement de Candlestick Point a été choisi parce que la ville possédait déjà 31 acres (125 500 mètres carrés). Elle acheta une autre parcelle de 41 acres (166 000 m2) pour un coût de 2,7 millions à Charles Harney. L'architecte John Savage Bolles prépara les plans de conception et le chantier fut lancé en août 1958. Bolles conçu le parc avec une structure de béton en forme de boomerang dans le niveau supérieur afin de protéger du vent; cependant, cela a été prouvé inefficace. Peu après le commencement des travaux, plusieurs problèmes se posèrent avec de nombreuses plaintes de l'entourage et des grèves (l'installation des sièges fut retardée), mais le projet arriva à terme. Les Giants l'ont baptisé Candlestick Park après un concours le 3 mars 1959. Avant cela, le bâtiment en construction était appelé Bay View Stadium. Richard Nixon inaugura le stade devant 45 744 spectateurs lors du premier match des Giants de San Francisco le 12 avril 1960.
À l'origine, le Candlestick Park disposait d'une capacité d'environ 45 000 sièges car il était initialement prévu pour le baseball. Après seulement quelques années d'existence, le bâtiment commençait déjà à se détériorer, alors le maire de San Francisco réagit en proposant qu'un nouveau stade de 50 millions $ de dollars soit construit dans le centre-ville, mais son idée fut abandonnée. Par la suite, entre 1970 et 1973, la ville dépensa 16,1 millions $ pour rénover et agrandir l'édifice afin qu'il puisse accueillir les 49ers de San Francisco de la National Football League qui jouaient au Kezar Stadium depuis 1946. Pendant l'hiver 1971-1972, de nouvelles tribunes furent bâties et encerclèrent entièrement le terrain, augmentant la capacité à 59 000 places. Cela eut aussi pour conséquences de réduire légèrement la vitesse du vent dans l'enceinte, et de cacher la vue sur baie. Des sièges escamotables ont été ajoutés pour permettre la conversion en terrain de football américain, et l'herbe a été remplacée par un gazon artificiel (Astroturf). Les 49ers de San Francisco purent jouer leur première rencontre dans leur nouveau domicile le 10 octobre 1971. Un nouveau tableau d'affichage fut installé derrière les sièges du champ gauche, en remplacement de l'ancien tableau se trouvant dans le champ central. Dans le milieu des années 1970, le propriétaire des Giants, Horace Stoneman, voulait quitter San Francisco parce que l'équipe avait du mal à attirer les fans. Stoneman vendit la franchise à Bob Lurie en 1976, assurant le maintien à San Francisco. En 1979, l'Astroturf fut supprimé et remplacé avec le retour de la pelouse naturelle. En 1983, lors d'un scrutin des joueurs de la Ligue nationale, le Candlestick Park a été élu comme la plus mauvaise enceinte de la ligue. Lurie voulait un nouveau stade dans le centre-ville ou un dôme sur le Candlestick Park. Ces projets ne se sont jamais réalisés même après que la maire Dianne Feinstein a suggéré de couvrir le stade en 1985. La même année, 30 millions $ ont été dépensés en améliorations, avec l'ajout d'un nouveau tableau d'affichage et plus de suites de luxe.
Le 17 octobre 1989, le tremblement de terre de Loma Prieta (7,1 sur l'échelle de Richter) frappa la région de San Francisco, quelques minutes avant le 3e match des World Series. Étonnamment, personne n'a été blessé dans le stade, mais des dommages structuraux mineurs ont été relevés. En conséquence, les séries entre Giants et Athletics d'Oakland ont été retardés dix jours pendant que la solidité structurale globale du stade (aussi celle du McAfee Coliseum) soit vérifiée par les ingénieurs.
En 1995, le bâtiment est renommé 3Com Park à la suite de l'achat des droits d'appellation par 3Com et la capacité passa de 69 843 places à 70 207. Le 30 septembre 1999, les Giants de San Francisco jouèrent leur dernière partie avant de déménager au AT&T Park. Après la saison NFL 2001, 3Com Park est renommé San Francisco Stadium at Candlestick Point, Monster Park en 2004, puis Candlestick Park en 2008. Les 49ers de San Francisco espèrent jouer dans un nouveau stade prochainement.
Le 18 juillet 2006, le projet d'un nouveau stade de 68 000 places prévu pour 2012 est dévoilé, le Levi's Stadium. Il disposera d'environ 68 000 places, 150 suites de luxe, 7 500 sièges de club et son coût est estimé à plus de 800 millions $ de dollars. L'ouverture sera pour la prochaine saison des 49ers en 2014.
Lors de l'avant dernier match de la saison régulière le 23 décembre 2013 les 49ers qualifiés pour les playOffs ont battu les Falcons d'Atlanta 34 à 24 après un match mémorable. Pour leurs adieux au Candlestick Stadium ils ont invité certaines anciennes gloires dont le célèbre Jerry Rice (un des meilleurs Receveurs de tous les temps en NFL ancien joueur vedette de ce stade et Steve Young, Quarter back célèbre de la Franchise. Étaient présents aussi d'anciens joueurs de l'équipe des San Francisco Giants quand le stade était encore un terrain de Baseball.
Un ancien joueur avait déclaré:
Quand nous avons commencé à jouer au Candlestick Stadium, ça nous faisait bizarre, on n'aimait pas. Puis on s'y est fait. Maintenant ça fait bizarre de partir."

## Événements
- 1er Match des étoiles de la Ligue majeure de baseball 1961, 11 juillet 1961
- World Series, 1962 et 1989
- Dernier concert des The Beatles, 29 août 1966
- Match des étoiles de la Ligue majeure de baseball 1984, 10 juillet 1984

## Galerie

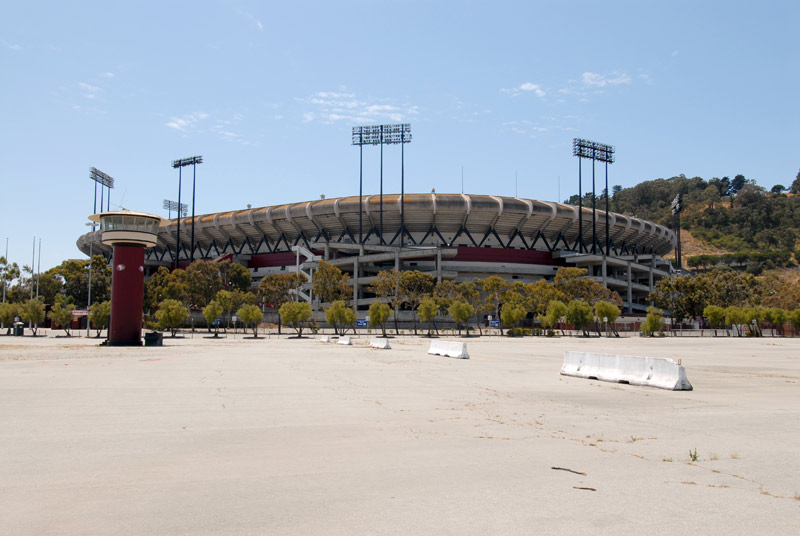
Vue extérieure
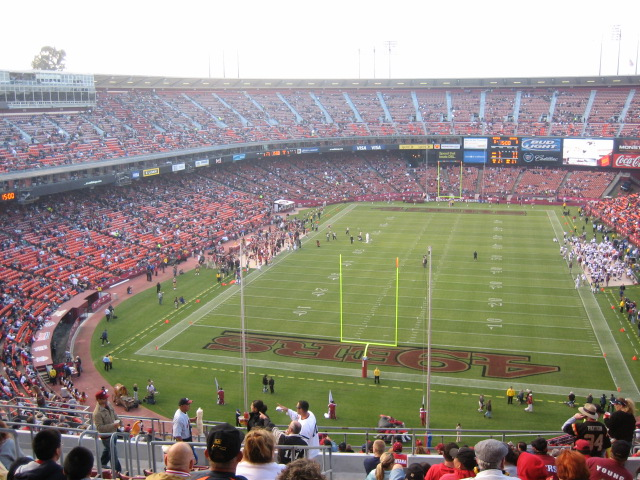
Rencontre de football américain
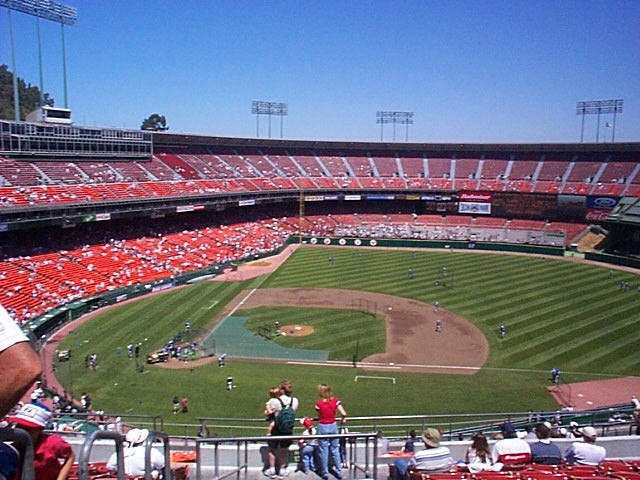
En configuration pour le baseball
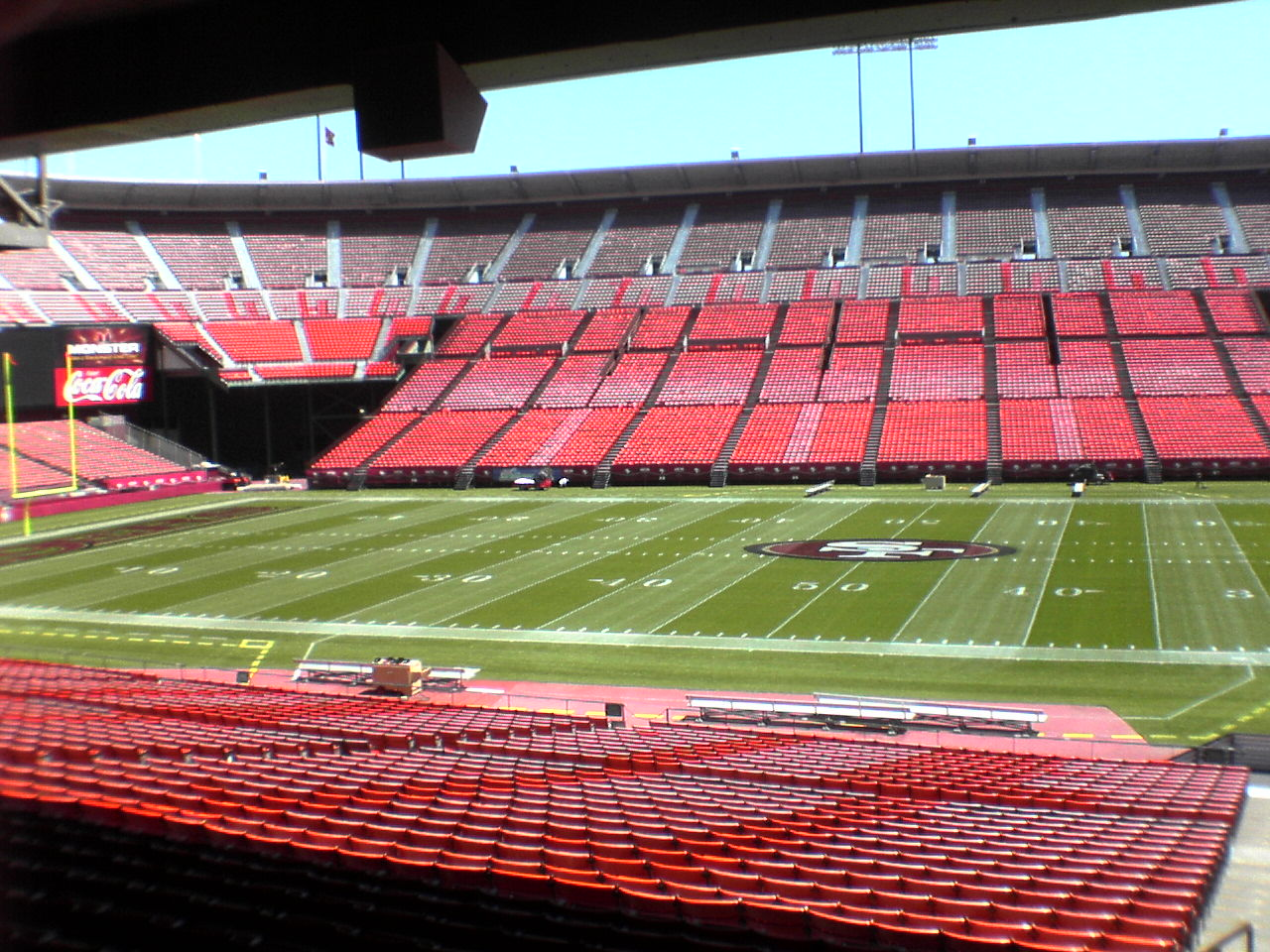
Vue intérieure
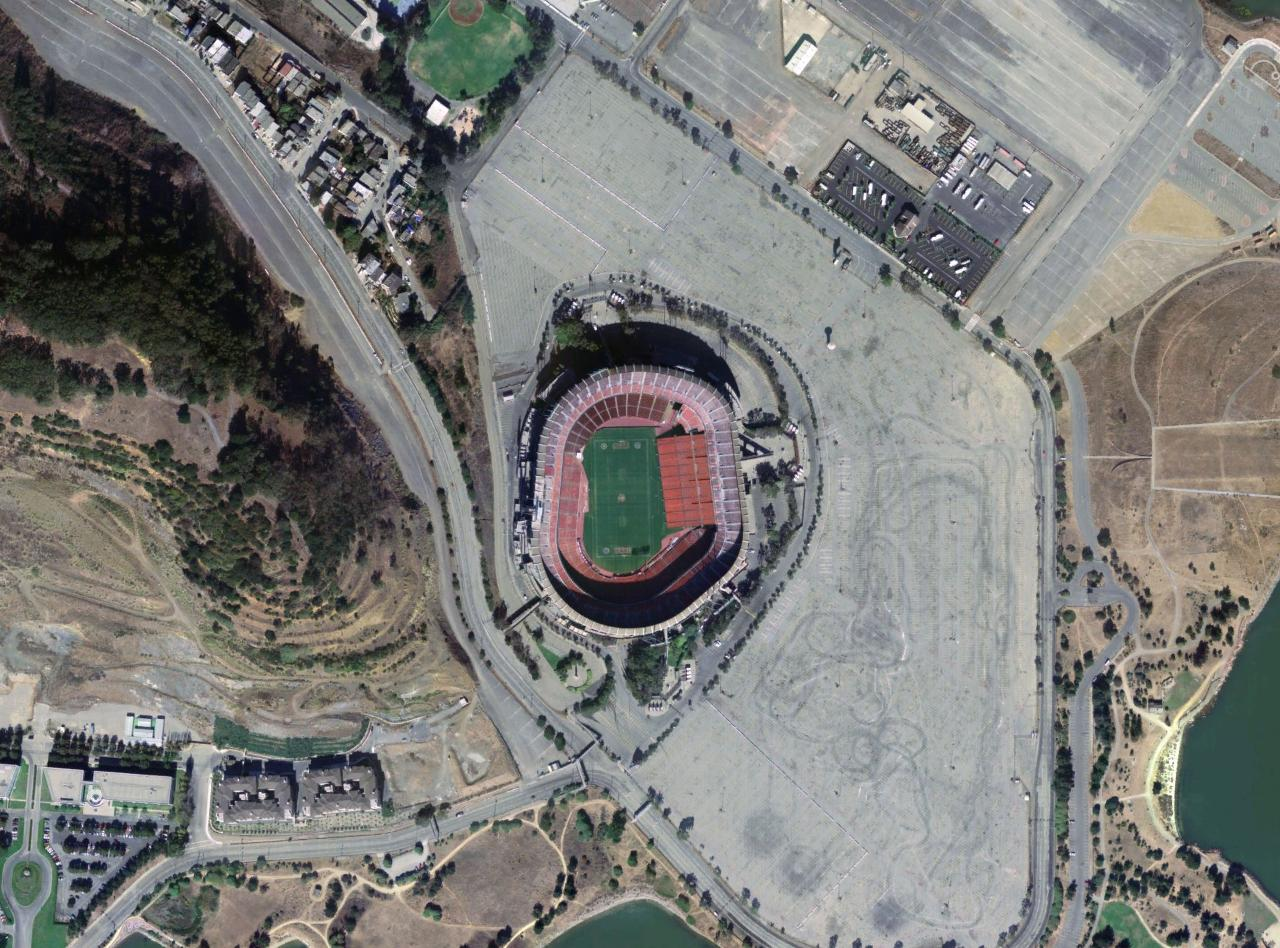
Image satellite
Ancien logo